# SS Kaiser Wilhelm II
Az SS Kaiser Wilhelm II egy német birodalmi utasszállító hajó, melyet II.Vilmos császáról neveztek el.

## Megjelenés a művészetben
Alfred Stieglitz amerikai fotóművész 1907 júniusában a II. Vilmos császár óceánjárón készítette el egyik leghíresebb felvételét A fedélköz-t. A felvétel a modernizmus előfutára volt, mely készítője számára is nagy jelentőséggel bírt:  „Ha valamennyi fényképem elveszne, és egyedül csak »A fedélköz« őrizné meg az emlékemet, elégedett lennék.”